# 富士桜自然墓地公園
富士桜自然墓地公園（ふじざくらしぜんぼちこうえん）は、静岡県富士宮市にある創価学会が設営する墓地公園。1980年10月完成。敷地面積122万平方メートル。東京ドーム26個分の広さ。

## 概要
ソメイヨシノ・フジザクラ・八重桜など約8000本を植樹、毎年4月中旬から下旬にかけて開花する。造成工事に伴い懸念された土砂崩れ対策で設けた集水池は園内の景観と馴染む様に造園され「熱原の池」と名付けられた。熱原の池は周囲の自然から野鳥を飛来させる目的があり、1987年から渡り鳥のシジュウカラガンが居付き、繁殖していることで日本野鳥の会から注目されている。また、熱原の池には自然風景を展望できる橋梁が景観を重視して建設されている。橋の名称は創価学会の池田大作（名誉会長）に因んで「池田大橋」と名付けられた。
公園内には富士山が見え法事会も行える「富士見亭 白雲」がある。
墓苑は桜に囲まれる芝生である。墓石は創価学会の理念に従い、仏法の平等観を基に全て同形状。法要は休園日・休園期間を除いて毎日行なわれている。 
- 開園時間 - 9時 - 17時
- 休園日 - 火曜日（お盆・お彼岸・祝日を除く）
- 休園期間 - 12月28日 - 1月4日（ただし、1月1日及び2日は入園可）

## 納骨堂
約五万基の墓苑は完成前に全て埋まり、2017年現在墓所の募集は行われていない。創価学会会員の墓苑事業は全国展開しているがまだまだ不足している為、納骨堂が設けられている。

### 富士桜自然多宝納骨堂
納骨堂施設の使用は創価学会会員またはその家族から受け付ける。予約申込みを行い、募集大網が決まり次第、正式な申込みを行なえる。
- 納骨施設 - ファミリーL型（7寸骨壺4個収蔵可）、ファミリーS型（7寸骨壺2個収蔵可）
- 使用期間 - 35年間

### 富士桜常楽納骨堂
永久に遺骨を収蔵する施設。納骨は骨壷に収めたまま、管理者が行なう。
納骨の申し込みは創価学会富士桜自然墓地公園事務局と具体的な相談で決まる。
- 参拝 - 納骨堂内の焼香室
- 法要 - 墓苑礼拝堂